# Pteris humbertii
Pteris humbertii är en kantbräkenväxtart som beskrevs av Carl Frederik Albert Christensen. Pteris humbertii ingår i släktet Pteris och familjen Pteridaceae. Inga underarter finns listade.